# Smolné Pece (Potůčky)
Smolné Pece (deutsch Pechöfen) war ein Ortsteil der Gemeinde Potůčky (Breitenbach) im Okres Karlovy Vary, Tschechien.

## Geografie
Die heutige Wüstung liegt im böhmischen Teil des Erzgebirges südwestlich der Ortslage von Potůčky zwischen dem Breitenbach und der deutsch-tschechischen Grenze. Die kleine Siedlung erstreckte sich über etwa 720–790 m Höhe und bestand aus zehn Häusern. Zu Pechöfen gehörte auch noch eine kleine Lichtung etwa 700 m südlich.

## Geschichte
Der Ort erhielt seinen Namen von den Pechöfen, mit denen ein Teil der Bevölkerung seinen Lebensunterhalt verdiente. Das Gebiet wurde vermutlich um 1497 besiedelt, als Wilhelm von Tettau ein Waldstück im benachbarten Jugel an Pecharbeiter verkaufte. Nach dem Schmalkaldischen Krieg gelangt das Gebiet 1546 mit dem südlichen Teil des Kreisamtes Schwarzenberg an die böhmische Krone. 

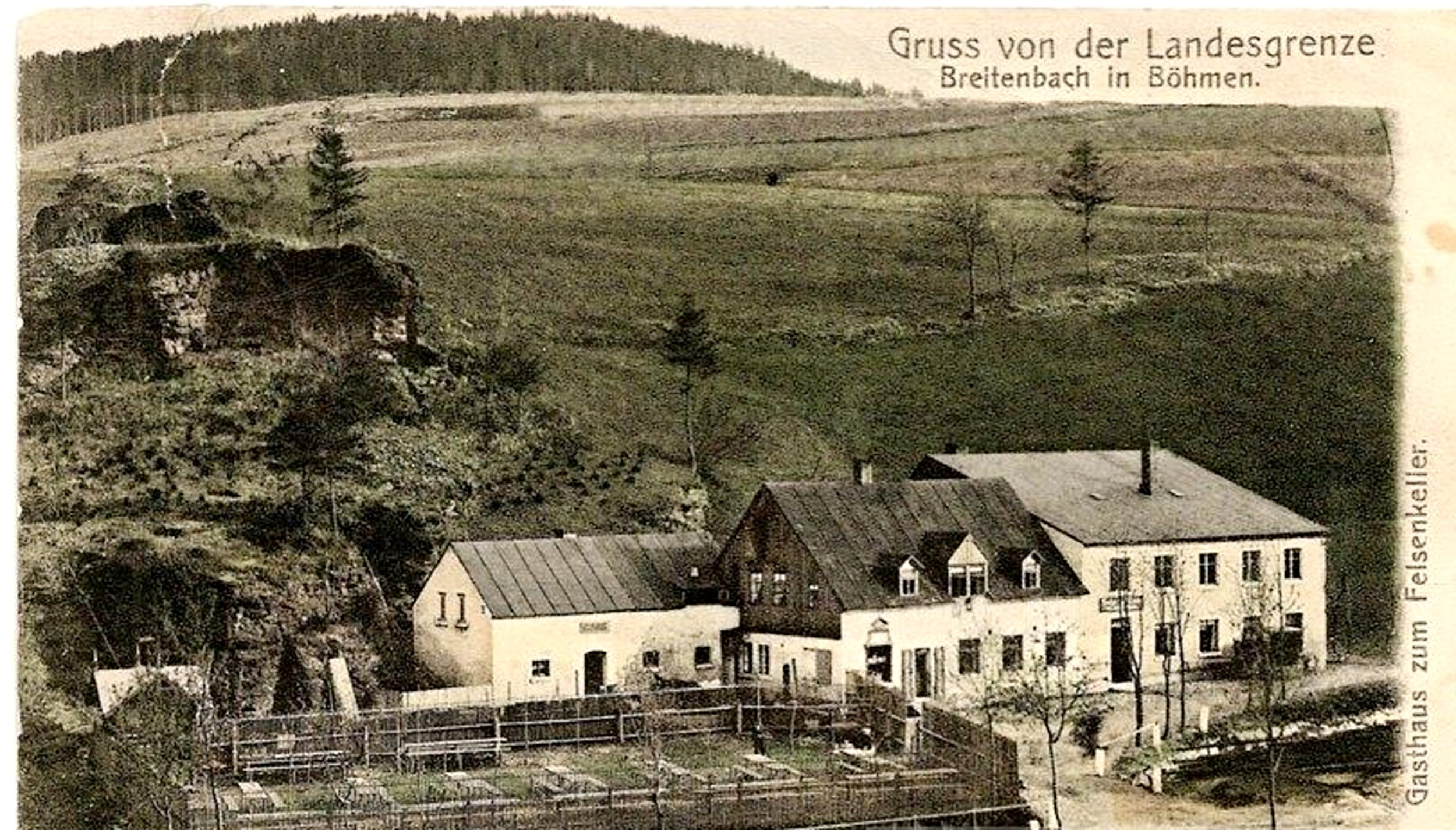
Gasthaus zum Felsenkeller in Smolné Pece (1908)

1611 betrieb der aus Magdeburg stammende Apotheker Laurenz Bergkau hier am Grenzbach (Pechöferbach) eine erste Kobaltmühle zur Herstellung von blauer Farbe. 1622 erhielt er eine weitere Farbmühle am Breitenbach verliehen. Später folgte unbedeutender Bergbau auf Eisen, Silber und Zinn. 1713 blühte der Kaiser Karl-Stolln zu Pechöfen auf. Pechöfen war zur Pfarrei Platten gepfarrt. Nach dem Niedergang des Bergbaus lebten die Bewohner von Klöppelarbeit oder verdingten sich in der Umgebung. In unmittelbarer Nähe der Mündung des Pechöferbaches (Smolný potok) in den Jugelbach lag das Gasthaus zum Felsenkeller. 
Bis zur Aufhebung der Patronatsherrschaften lag Pechöfen im k. k. Montanwalddominium St. Joachimsthal, das vom k. k. Bergoberamt St. Joachimsthal verwaltet wurde. 1847 zählte der Ort 10 Häuser und 100 Einwohner. Im Zuge der böhmischen Verwaltungsreform  wurde Pechöfen nach Breitenbach eingemeindet und gehörte zum Gerichtsbezirk Platten, in der Bezirkshauptmannschaft St. Joachimsthal. Nach 1945 wurde die deutsche Bevölkerung vertrieben und der Ort fiel wüst. Allerdings wurden hier, unweit des bedeutenden Wismut Objekts 01 im benachbarten Johanngeorgenstadt, Erkundungsarbeiten auf Uran durchgeführt.

### Entwicklung der Einwohnerzahl
| Jahr | Einwohnerzahl |
| ---- | ------------- |
| 1847 | 100           |
| 1869 | 113           |
| 1880 | 80            |
| 1890 | 75            |
| 1900 | 84            |

| Jahr | Einwohnerzahl |
| ---- | ------------- |
| 1910 | 95            |
| 1921 | 92            |
| 1930 | 73            |
| 1950 | 3             |
| 1961 | -             |